# تاكايوكي هاتوري
تاكايوكي هاتوري (服部隆之 هاتوري تاكايوكي) هو ملحن ياباني ولد في 21 نوفمبر 1965.

## أعماله في السينما اليابانية
- غريت تيتشر أونيزوكا
- ديترويت ميتال سيتي
- إخوة الفضاء
- هيرو (2007)
- هيرو (2015)
- دينشا أوتوكو

## أعماله في الدراما اليابانية
- ديث نوت
- سانادامارو
- هيرو
- النصر للعدالة

## أعماله في الأنمي

### مسلسلات أنمي تلفزيونية
- كود:بريكر
- فتيات بيسبول تايشو
- سستر برنسس
- سفينة الفضاء ناديشيكو
- آي دي 0

### أوفا أنمي
- قرصان الفضاء كابتن هارلوك: ذي إندليس أوديسي
- البدلة المتنقلة جاندام ذي أوريجين

### أفلام أنمي
- سلايرز: الفيلم
- سينامورول
- ثلاثية أفلام غودزيلا
  - غودزيلا: كوكب الوحوش
  - غودزيلا: مدينة على شفير المعركة
  - غودزيلا: آكل الكواكب
- دورايمون: نوبيتا و جزيرة الكنز
- دورايمون: نوبيتا و إستكشاف القمر
- دورايمون: نوبيتا و حرب النجوم الصغيرة 2021
- البدلة المتنقلة جاندام: جزيرة كوكوروز دوان

## أعماله في ألعاب الفيديو
- سانغوكوشي V

## وصلات خارجية
- تاكايوكي هاتوري على موقع IMDb (الإنجليزية)
- تاكايوكي هاتوري على موقع ألو سيني (الفرنسية)
- تاكايوكي هاتوري على موقع ميوزك برينز (الإنجليزية)
- تاكايوكي هاتوري على موقع أول موفي (الإنجليزية)
- تاكايوكي هاتوري على موقع أول ميوزيك (الإنجليزية)
- تاكايوكي هاتوري على موقع أول ميوزيك (الإنجليزية)
- تاكايوكي هاتوري على موقع ديسكوغز (الإنجليزية)
- تاكايوكي هاتوري على موقع قاعدة بيانات الفيلم (الإنجليزية)
- تاكايوكي هاتوري على موقع كينوبويسك (الروسية)
- تاكايوكي هاتوري على موقع ANN person (الإنجليزية)

- صفحة IMDb